# Oloko
Oloko é uma das quatro comunidades que compõem a área do governo local de Ikwuano, no estado de Abia, na Nigéria. As aldeias da comunidade incluem: Ahaba e Nchar.

## Guerra das mulheres
Um incidente em Oloko começou a Guerra das Mulheres em 1929. Isso surgiu do medo de que um novo esquema tributário imporia impostos às mulheres, especialmente às viúvas, que não se esperava que elas pagassem anteriormente. Quando a viúva Nwanyereuwa foi abordada por um inspetor fiscal, ela imediatamente se recusou a cooperar e entrou na cidade de Oloko, onde estava em andamento uma reunião de mulheres discutindo o assunto. A reunião começou então a mobilizar resistência aos novos impostos. Três mulheres ativas nesta campanha, Ikonnia, Nwannedia e Nwugo, ficaram conhecidas como o trio Okolo.